# Prix de New York
Le Prix de New York est une course hippique de trot attelé se déroulant au mois de juin sur l'hippodrome d'Enghien-Soisy à Enghien-les-Bains.
L'épreuve est une course européenne classée Groupe III jusqu'en 2017. Elle est alors réservée aux chevaux de 5 à 10 ans ayant gagné 160 000 € mais pas 800 000 € et dotée de 110 000 € dont 49 500 € au vainqueur. En 2018, la course est déclassée course A, avec une allocation de 80 000 €.
Le Prix de New-York se court sur la distance de 2 150 mètres, départ à l'autostart.

## Palmarès de 1988 à 2017
| Année | Cheval            | Driver              |
| 2017  | Valko Jenilat     | Éric Raffin         |
| 2016  | Robert Bi         | Robin Bakker        |
| 2015  | Uprince           | Franck Nivard       |
| 2014  | Napoleon Bar      | Pierre Vercruysse   |
| 2013  | Quinoa du Gers    | Franck Nivard       |
| 2012  | The Best Madrik   | Jean-Étienne Dubois |
| 2011  | Queen's Glory     | Julien Dubois       |
| 2010  | Perlando          | Jos Verbeeck        |
| 2009  | Orlando Sport     | Sébastien Baude     |
| 2008  | Russel November   | Hugo Langeweg       |
| 2007  | Milord Drill      | Jean-Pierre Viel    |
| 2006  | Lady d'Auvrecy    | Sébastien Baude     |
| 2005  | Jeanbat du Vivier | Pierre Vercruysse   |
| 2004  | Jaminska          | Pierre Levesque     |
| 2003  | Ipson de Mormal   | Ulf Nordin          |
| 2002  | Jam Pridem        | Jean-Étienne Dubois |
| 2001  | Gébrazac          | Serge Peltier       |
| 2000  | Féristan          | Philippe Boutin     |
| 1999  | Giant Cat         | Nicolas Roussel     |
| 1998  | Hiosco du Vivier  | Jos Verbeeck        |
| 1997  | Chaillot          | Pierre Levesque     |
| 1996  | Rudolf le Ann     | Steen Juul          |
| 1995  | Bijou du Bignon   | Jos Verbeeck        |
| 1994  | Uséria            | Gilles Baudron      |
| 1993  | Campo Ass         | Pietro Gubellini    |
| 1992  | Urane Sautonne    | Yves Dreux          |
| 1991  | Timonier          | Jean-Pierre Dubois  |
| 1990  | Shalom            | Jean-Claude Hallais |
| 1989  | Quellou           | Pierre Levesque     |
| 1988  | Passionnant       | Michel Roussel      |